# Chrysochamela
Chrysochamela es un género con cuatro especies de plantas pertenecientes a la familia Brassicaceae.

## Taxonomía
El género fue descrito por Pierre Edmond Boissier y publicado en Flora Orientalis 1: 313. 1867.

## Especies aceptadas
A continuación se brinda un listado de las especies del género Chrysochamela aceptadas hasta julio de 2014, ordenadas alfabéticamente. Para cada una se indica el nombre binomial seguido del autor, abreviado según las convenciones y usos.	
- Chrysochamela draboides Woronow
- Chrysochamela elliptica (Boiss.) Boiss.
- Chrysochamela noeana (Boiss.) Boiss.
- Chrysochamela velutina (DC.) Boiss.